# Heide Langguth
Heide Langguth (* 3. März 1945 in Kreuzwertheim) ist eine deutsche Politologin und Gewerkschaftsfunktionärin.
Langguth machte 1966 das Abitur am Goethe-Gymnasium in Ludwigsburg. Von 1967 bis 1973 absolvierte sie ein Lehramtsstudium mit den Fächern Politologie, Soziologie und Germanistik an den Universitäten in Tübingen, München und Frankfurt am Main. Sie legte das Staatsexamen für das Lehramt an Gymnasien ab.
Von 1974 bis 1975 war sie Akademische Tutorin an der Carl von Ossietzky Universität Oldenburg. Von 1974 bis 1977 machte Langguth Bildungs- und Beratungsarbeit für ausländische Arbeitnehmer und deren Familien. Von 1979 bis 1982 war sie Wissenschaftliche Angestellte beim Forschungsprojekt „... Weiterbildung auf dem Land“ und hatte von 1982 bis 1983 Lehraufträge an der Universität Oldenburg. Anschließend war sie bis 1984 Referentin beim Bund der Sozialistischen Parteien in der Europäischen Union (vormals Europäische Wirtschaftsgemeinschaft) beim europäischen Parlament in Brüssel und danach bis 1989 wissenschaftliche Mitarbeiterin für eine Bürogemeinschaft von fünf Europa-Abgeordneten.
Langguth war ab 1989 Pressesprecherin und Abteilungsleiterin in der Frauen-, Medien- und Europapolitik im Landesbezirk Bayern des Deutschen Gewerkschaftsbundes (DGB). 2002 wurde sie zur stellvertretenden Vorsitzenden des DGB Bezirks Bayern gewählt, 2006 wiedergewählt. Von 2005 bis 2008 war sie stellvertretende Vorsitzende der Interregionalen Gewerkschaftsräte beim Europäischen Gewerkschaftsbund in Brüssel. Seit März 2010 ist Langguth im Ruhestand und arbeitet seither für die Volkshochschulen Lörrach und Weil (Deutschkurse und kulturhistorische Exkursionen). 
Vom 12. Mai 1997 bis zur Auflösung am 31. Dezember 1999 war sie Mitglied des Bayerischen Senats.
Von 1994 bis 2012 war sie Mitglied im Rundfunkrat des Bayerischen Rundfunks.
Im Jahr 2011 erhielt Langguth die Bayerische Verfassungsmedaille.